# Stads- en streekvervoer in Zeeland
Het stads- en streekvervoer in Zeeland geeft een overzicht van alle buslijnen die gereden worden in de provincie Zeeland, inclusief de Fast Ferry Vlissingen - Breskens. Het gaat hier om de lijnen die zich in de provincie begeven, maar ook lijnen die de provincie doorkruisen.
De schuingedrukte plaatsnamen bevinden zich buiten de provincie Zeeland. Bij lijnen die horen bij concessies die niet uit Zeeland komen is tevens de opdrachtgevende OV-autoriteit vermeld.

## Huidige concessies
| OV-autoriteit     | Concessiegebied                | Vervoerder             | Duur                    |
| ----------------- | ------------------------------ | ---------------------- | ----------------------- |
| provincie Zeeland | Zeeland                        | Connexxion             | 14.12.2014 - 12.12.2026 |
| provincie Zeeland | Fast Ferry Vlissingen-Breskens | Westerschelde Ferry BV | 01.01.2024 - 31.12.2027 |

## OV-chipkaart
Op 1 januari 2010 werd de OV-chipkaart ingevoerd in Zeeuws-Vlaanderen bij Veolia Transport en precies een maand later ook in de rest van Zeeland bij Connexxion.
Op de veerboot Vlissingen-Breskens geldt een prijs per rit. Zie bron.
In Zeeuws-Vlaanderen gold in 2011 een lager tarief van €0,116.
|                                                    |                             | Tariefjaar (€ vol tarief) | Tariefjaar (€ vol tarief) | Tariefjaar (€ vol tarief) | Tariefjaar (€ vol tarief) |
| Concessie(s)                                       | Verbinding(en)              | 2011                      | 2012                      | 2013                      | 2014                      |
| -------------------------------------------------- | --------------------------- | ------------------------- | ------------------------- | ------------------------- | ------------------------- |
| Noord-Zeeland, Midden-Zeeland en Zeeuws-Vlaanderen | Streek- en scholierenlijnen | 0,120                     | 0,120                     | 0,124                     | 0,132                     |
| Noord-Zeeland                                      | Interliner 395              | 0,120                     | 0,120                     | 0,134                     | 0,138                     |

## Concessie Zeeland (Connexxion)
| Lijn                                   | Route | Bijzonderheden                                                                                                 |
| -------------------------------------- | --- | --- |
| Stadsdiensten Middelburg en Vlissingen | | |
| 56                                     | Middelburg, Station - Binnenstad Middelburg - 't Zand - Koudekerke - Vlissingen, Paauwenburg - Middengebied - Binnenstad Vlissingen - Vlissingen, Station                                                                                | Gedeeltelijk gereden door Van Oeveren                                                                          |
| 57                                     | Middelburg, Station - Erasmuswijk - Reijershove - Vlissingen, Oost-Souburg - Binnenhaven - Binnenstad | Gekoppeld aan lijn 58, rijdt niet 's avonds en op zondag                                                       |
| 58                                     | Middelburg, Station - Binnenstad - Stromenwijk - Vlissingen, West-Souburg - Bossenburgh - Middengebied - Binnenstad (- Vlissingen, Station)                                                                                              | Gedeeltelijk gereden door Van Oeveren; gekoppeld aan lijn 57                                                   |
| 65                                     | Middelburg, Station - Middelburg, Podium/Scalda | Gedeeltelijk gereden door Van Oeveren; rijdt niet 's avonds en in het weekend                                  |
| 569                                    | Middelburg, Station → Binnenstad → Griffioen → Klarenbeek → Nieuw Middelburg → Maïsbaai → Middelburg, Station | Ringlijn, buurtbus, rijdt alleen op dinsdag en donderdag                                                       |
| Stadsdienst Goes                       | | |
| 184                                    | Station - Zeelandhallen - Ziekenhuis | Rijdt niet 's avonds en in het weekend                                                                         |
| 185                                    | Station - Watertoren - Ziekenhuis | Rijdt niet 's avonds en in het weekend                                                                         |
| Streekdienst                           | | |
| 1                                      | Oostburg - Schoondijke - IJzendijke - Biervliet - Hoek - Terneuzen | Rijdt 's avonds en in het weekend alleen richting Terneuzen                                                    |
| 5                                      | Oostburg - Waterlandkerkje - IJzendijke - Biervliet - Hoek - Terneuzen | Rijdt 's avonds en in het weekend alleen richting Oostburg                                                     |
| 6                                      | Terneuzen - Sluiskil - Sas van Gent - Zelzate | |
| 10                                     | Terneuzen - Zaamslag - Vogelwaarde - Hengstdijk - Kloosterzande - Kuitaart - Terhole - Hulst | Ringlijn in Hulst, rijdt niet 's avonds en op zondag                                                           |
| 19                                     | Hulst - Clinge - Nieuw Namen - Kieldrecht - Verrebroek - Roosendaal | |
| 20                                     | Goes - 's-Heerenhoek - Terneuzen - Axel - Absdale - Hulst | |
| 23                                     | Goes - 's-Heer Hendrikskinderen - 's-Heer Arendskerke - Heinkenszand - 's-Heerenhoek (- Borssele) | Gedeeltelijk gereden door Van Oeveren en AMZ; in de spits van/naar Borssele, rijdt niet 's avonds en op zondag |
| 27                                     | Goes - Kloetinge - Kapelle - Wemeldinge - Yerseke | Gedeeltelijk gereden door AMZ; ringlijn in Yerseke, rijdt niet 's avonds en op zondag                          |
| 31                                     | Goes - Kortgene - Geersdijk - Wissenkerke - Kamperland | Gedeeltelijk gereden door Van Oeveren en AMZ; ringlijn in Kamperland, rijdt niet op zondag                     |
| 42                                     | Breskens - Schoondijke - Oostburg - Draaibrug - Sluis - Sint Anna ter Muiden - Westkapelle - Dudzele - Brugge | I.s.m. De Lijn                                                                                                 |
| 50                                     | Middelburg - 's-Heerenhoek - Terneuzen (- Gent) | In de zomer en in het weekend van/naar Gent                                                                    |
| 52                                     | Middelburg - Buttinge - Grijpskerke - Oostkapelle - Domburg | |
| 53                                     | Middelburg - Koudekerke - Biggekerke - Meliskerke - Zoutelande - Westkapelle - (Aagtekerke -) Domburg | Rijdt alleen in de ochtendspits via Aagtekerke                                                                 |
| 102                                    | Bergen op Zoom - Halsteren - Tholen - Oud-Vossemeer - Nieuw-Vossemeer - Sint Philipsland - Oude-Tonge | Gedeeltelijk gereden door Van Oeveren; rijdt niet 's avonds en in het weekend                                  |
| 107                                    | Bergen op Zoom - Halsteren - Tholen - (Oud-Vossemeer) - Poortvliet - Scherpenisse - Sint-Maartensdijk - Stavenisse ← Sint-Annaland | Gedeeltelijk gereden door Van Oeveren; gekoppeld aan lijn 108, 's avonds en in het weekend via Oud-Vossemeer   |
| 108                                    | Bergen op Zoom - Halsteren - Tholen - (Oud-Vossemeer) - Poortvliet - Scherpenisse - Sint-Maartensdijk - Sint-Annaland ← Stavenisse | Gedeeltelijk gereden door Van Oeveren; gekoppeld aan lijn 107, 's avonds en in het weekend via Oud-Vossemeer   |
| 132                                    | Goes - Wilhelminadorp - Colijnsplaat - Zeelandbrug - Zierikzee | Gedeeltelijk gereden door Van Oeveren en AMZ                                                                   |
| 133                                    | Middelburg - Sint Laurens - Serooskerke (Veere) - Vrouwenpolder - Kamperland - Neeltje Jans - Westenschouwen - Haamstede - Renesse - Noordwelle - Serooskerke (Schouwen) - Zierikzee - Nieuwerkerk - Oosterland - Bruinisse - Oude-Tonge | Gedeeltelijk gereden door Van Oeveren; 's avonds en op zondag als ringlijn door Zierikzee                      |
| 395                                    | Zierikzee - Bruinisse - Rotterdam, Zuidplein | Gereden door Van Oeveren; rijdt niet 's avonds en in het weekend                                               |
| Spitsdienst                            | | |
| 9                                      | Terneuzen Busstation - Terneuzen Innovatieweg (- Terneuzen DOW) | |
| 209                                    | Bergen op Zoom - Halsteren - Tholen - Oud-Vossemeer - Sint-Annaland ← Sint-Philipsland | |
| 210                                    | Terneuzen [→ Zaamslag] - Kuitaart [→ Hulst] | |
| 220                                    | Terneuzen Ziekenhuis - Terneuzen Dethon | |
| Buurtbus                               | | |
| 507                                    | Axel - Zuiddorpe - Koewacht - Heikant - Sint Jansteen | |
| 511                                    | Terneuzen - Hoek - Philippine - Zandstraat - Sas van Gent | |
| 513                                    | Axel - Zuiddorpe - Westdorpe - Sas van Gent | |
| 515                                    | Breskens - Nummer Een - Hoofdplaat - Driewegen (Biervliet) - Biervliet | |
| 580                                    | Goes Station - Kloetinge - Goes Noordhoek - Goese Diep - Kattendijke | |
| 581                                    | Middelburg - Nieuw- en Sint Joosland - Vlissingen-Oost | |
| 582                                    | Goes - Wilhelminadorp - Wolphaartsdijk - Oud-Sabbinge | |
| 583                                    | Westkapelle - Domburg - Oostkapelle - Serooskerke (Veere) - Gapinge - Veere | |
| 584                                    | Middelburg - Veere | |
| 589                                    | Ossenisse - Kloosterzande - Kuitaart - Lamswaarde - Kruispolderhaven - Graauw - Zandberg - Hulst - Clinge | Ringlijn in Clinge                                                                                             |
| 591                                    | Zierikzee - Schuddebeurs - Noordgouwe - Zonnemaire - Dreischor - Nieuwerkerk | Ringlijn in Zierikzee                                                                                          |
| 592                                    | Zierikzee - Ouwerkerk - Nieuwerkerk | |
| 593                                    | Kortgene - Colijnsplaat - Kats | |
| 594                                    | Rilland - Krabbendijke - Oostdijk - Waarde - Kruiningen - Station Kruiningen-Yerseke | |
| 595                                    | Goes - 's-Gravenpolder - Langeweegje - Kwadendamme - Hoedekenskerke | |
| 596                                    | 's-Heerenhoek - Borssele - Driewegen (Borsele) - Ellewoutsdijk | |
| 597                                    | 's-Heerenhoek - Ovezande - Oudelande - Baarland - Hoedekenskerke | |
| 598                                    | 's-Heerenhoek - Nieuwdorp - Lewedorp - Heinkenszand | |
| 599                                    | Wemeldinge - Kapelle - Biezelinge - Schore - Hansweert - Station Kruiningen-Yerseke - Yerseke | |
| Schoolbus                              | | |
| 601                                    | [Oostburg - Waterlandkerkje - IJzendijke - Biervliet - Hoek Busstation]/[Zandstraat - Philippine - Hoek Mauritsfort - Zaamslag] - Terneuzen                                                                                              | |
| 602                                    | Sint-Maartensdijk - Scherpenisse - Poortvliet - Tholen - Oud-Vossemeer (- Sint-Annaland) - Sint Philipsland - Middelharnis - Sommelsdijk                                                                                                 | Gedeeltelijk gereden door Van Oeveren en AMZ                                                                   |
| 603                                    | Sint-Maartensdijk - Scherpenisse - Poortvliet - Halsteren - Bergen op Zoom | Gedeeltelijk gereden door Next                                                                                 |
| 606                                    | Sas van Gent - Sluiskil - Terneuzen | |
| 607                                    | Hoek - Terneuzen - Zaamslag - Axel | |
| 608                                    | Sas van Gent - Westdorpe - Zuiddorpe - Koewacht - Heikant - Sint Jansteen - Hulst | |
| 612                                    | Oostburg - Draaibrug - (Aardenburg -) Eede | |
| 618                                    | Sint-Maartensdijk - Stavenisse - Sint-Annaland - Sint-Maartensdijk - Scherpenisse - Poortvliet - Tholen - Halsteren | Gereden door Next                                                                                              |
| 619                                    | Sint-Maartensdijk → Sint-Annaland → Oud-Vossemeer → Tholen → Halsteren | |
| 622                                    | Middelharnis → Sommelsdijk → Sint-Annaland → Sint-Maartensdijk → Scherpenisse → Poortvliet | Gedeeltelijk gereden door Van Oeveren en AMZ                                                                   |
| 623                                    | Borssele → 's-Heerenhoek | Gedeeltelijk gereden door Van Oeveren en AMZ                                                                   |
| 628                                    | Westenschouwen → Burgh → Haamstede → Renesse → Noordwelle → Serooskerke → Zierikzee Busstation - Zierikzee Sas - Colijnsplaat [→ Goes Omnium]/[- Goes Station - Goes Albert Joachimikade (- Goes Omnium)]                                | Gedeeltelijk gereden door Van Oeveren                                                                          |
| 629                                    | Bruinisse - Oosterland - Nieuwerkerk - Ouwerkerk - Goes | Gedeeltelijk gereden door Van Oeveren                                                                          |
| 631                                    | Zierikzee - Nieuwerkerk - Oosterland - Bruinisse - Middelharnis - Sommelsdijk | Gedeeltelijk gereden door Van Oeveren                                                                          |
| 632                                    | Middelharnis → Sommelsdijk → Nieuwerkerk → Ouwerkerk → Zierikzee | Gereden door Van Oeveren, rijdt alleen op dinsdagmiddag                                                        |
| 633                                    | Zierikzee → Kerkwerve → Serooskerke (Schouwen) → Noordwelle → Renesse → Haamstede → Westenschouwen → Neeltje Jans → Kamperland → Vrouwenpolder → Serooskerke (Veere) → Sint Laurens → Middelburg → West-Souburg → Vlissingen             | |
| 634                                    | Zierikzee - Kerkwerve - Serooskerke (Schouwen) - Scharendijke - Looperskapelle - Brijdorpe - Brouwershaven - Zonnemaire - Noordgouwe - Schuddebeurs - Zierikzee                                                                          | Gedeeltelijk gereden door Van Oeveren; ringlijn                                                                |
| 638                                    | Goes, Station - Goes, Omnium | Gedeeltelijk gereden door Van Oeveren en AMZ                                                                   |
| 639                                    | Goes - Kloetinge - Biezelinge - Schore - Hansweert - Kruiningen - Oostdijk - Krabbendijke | Gedeeltelijk gereden door AMZ                                                                                  |
| 641                                    | Middelburg → Sint Laurens → Serooskerke (Veere) → Vrouwenpolder → Kamperland | |
| 643                                    | Goes - Krabbendijke - Tholen - Oud-Vossemeer - Sint Philipsland - Sint-Annaland | Gedeeltelijk gereden door Van Oeveren en AMZ                                                                   |
| 644                                    | Stavenisse - Sint-Maartensdijk - Tholen (← Stationsbuurt) - Krabbendijke - Kruiningen - (Biezelinge ← Kloetinge ←) Goes | Gedeeltelijk gereden door Next en AMZ                                                                          |
| 645                                    | (Zaamslag → Terneuzen → 's-Heerenhoek →) Goes (→ 's-Gravenpolder) - Kruiningen - Krabbendijke | Gedeeltelijk gereden door Next                                                                                 |
| 646                                    | Middelburg - Arnemuiden - Goes | Gedeeltelijk gereden door Van Oeveren                                                                          |
| 647                                    | (Middelburg ← Grijpskerke ← Oostkapelle ←) Domburg - Aagtekerke - (Westkapelle → Zoutelande →) Meliskerke - Biggekerke (→ Koudekerke → Middelburg - Arnemuiden) - Kruiningen - Krabbendijke                                              | |
| 660                                    | Vlissingen - 's-Heerenhoek - Terneuzen (← Axel ← Zuiddorpe ← Koewacht ← Heikant ← Sint Jansteen ← Hulst) | |

## Lijnen uit grensoverschrijdende concessies in de provincie Zeeland
De concessiegrenzen van de concessies in Zeeland overschrijden nergens de provinciegrens, maar enkele buslijnen doen dit wel. Dit is echter ook andersom, lijnen uit concessies in andere provincies rijden in Zeeland. Hieronder staan alle buslijnen die horen bij concessies uit andere provincies opgesomd.
| Lijn                                             | Route | Eventuele onderaannemer(s)                       | Soort                                            | Opmerkingen                                      |
| Hoeksche Waard - Goeree-Overflakkee (Connexxion) | Hoeksche Waard - Goeree-Overflakkee (Connexxion) | Hoeksche Waard - Goeree-Overflakkee (Connexxion) | Hoeksche Waard - Goeree-Overflakkee (Connexxion) | Hoeksche Waard - Goeree-Overflakkee (Connexxion) |
| ------------------------------------------------ | --- | ------------------------------------------------ | ------------------------------------------------ | ------------------------------------------------ |
| 104                                              | Renesse - Noordwelle - Ellemeet - Scharendijke - Port Zélande - Ouddorp - Goedereede - Stellendam - Hellevoetsluis - Heenvliet - Geervliet - Spijkenisse | Next                                             | Streekbus                                        |                                                  |
| Oost-Vlaanderen (De Lijn) (België)               | |                                                  |                                                  |                                                  |
| 22                                               | Hulst - De Klinge - Sint-Gillis-Waas - Sint-Niklaas - Belsele - Sinaai                                                                                   | Groep Waaslandia                                 | Streekbus                                        |                                                  |
| 42                                               | Hulst - Sint Jansteen - Kemzeke - Sint-Pauwels - Sint-Niklaas                                                                                            | A. Weyn en Zonen                                 | Streekbus                                        | Rijdt niet 's avonds en in het weekend           |
| 43                                               | Hulst - Sint Jansteen - Heikant - Stekene - Kemzeke - Sint-Pauwels - Sint-Niklaas                                                                        | A. Weyn en Zonen                                 | Streekbus                                        | Rijdt niet op zondag                             |
| West-Brabant (Arriva)                            | |                                                  |                                                  |                                                  |
| 214                                              | De Sluis - Anna Jacobapolder - Sint Philipsland - Nieuw-Vossemeer - De Heen - Steenbergen                                                                | Geen                                             | Buurtbus                                         |                                                  |